# Mezinárodní letiště Tân Sơn Nhất
Vietnamské letiště Tân Sơn Nhất (vietnamsky: Cảng hàng không quốc tế Tân Sơn Nhất / 港航空國際新山一 ) se nachází 6 km severně od Ho Či Minova Města u silnice směrem k obci Dong Nam Bo.
Jedná se o největší letiště Vietnamu. V roce 2011 odbavilo 16,8 milionu cestujících a obslouží třetinu mezinárodních cestující ve Vietnamu.